# تیتی آراسته
تیتی آراسته (نام علمی: Callicebus ornatus) نام یک گونه از سرده تیتی است.